# Phaeacius biramosus
Phaeacius biramosus är en spindelart som beskrevs av Dilrukshan P. Wijesinghe 1991. Phaeacius biramosus ingår i släktet Phaeacius och familjen hoppspindlar. Inga underarter finns listade i Catalogue of Life.